# John Madden (football américain)
Pour les articles homonymes, voir John Madden.
 (mars 2020).
Si vous disposez d'ouvrages ou d'articles de référence ou si vous connaissez des sites web de qualité traitant du thème abordé ici, merci de compléter l'article en donnant les références utiles à sa vérifiabilité et en les liant à la section « Notes et références ».
Pro Football Hall of Fame 2006
John Madden (né le 10 avril 1936 à Austin aux États-Unis — mort le 28 décembre 2021 à Pleasanton aux États-Unis) est un entraîneur de football américain et commentateur sportif pour la télévision américaine.

## Biographie

### Les débuts
John Madden est né à Austin, Minnesota. Il commence le football au College de San Mateo avant de rejoindre l' université polytechnique d'État de Californie à San Luis Obispo. Il s'y affirme comme un redoutable offensive tackle. Madden est drafté au vingt et unième tour (224e position) par l'équipe NFL des Eagles de Philadelphie en 1958, mais une grave blessure au genou durant le camp d'entraînement le condamne à renoncer à une carrière professionnelle.

### Carrière d'entraîneur
Madden commence sa carrière d'entraîneur comme assistant au College Allan Hancock en 1960 et 1961, puis est promu entraîneur principal l'année suivante. La saison 1963 après une série de 8 victoires pour une seule défaite, il est coopté par Don Coryell comme assistant responsable de la défense à l'université d'État de San Diego, où il demeure jusqu'en 1966. Ces années conduisent les Aztèques de San Diego dans les toutes meilleures équipes NCAA du pays.
Fort de ces succès, John Madden rejoint alors l'équipe professionnelle des Raiders d'Oakland en 1967 en qualité d'entraîneur des linebackers et il joue un rôle dès cette première saison en aidant l'équipe à atteindre le Super Bowl. Lorsque le coach principal, John Rauch, quitte les Raiders pour les Bills de Buffalo en 1969, Madden le remplace et devient à 33 ans le plus jeune entraîneur de la National Football League.
Durant sa carrière à leur tête, de 1969 à 1978, John Madden ne connaît aucune saison perdante, le nombre de victoires étant toujours supérieures au nombre de défaites. Il conduit les Raiders à 8 reprises en playoffs et remporte le Super Bowl en 1977 par 32 à 14 contre les Vikings du Minnesota.
Statistiquement, son pourcentage total de victoires (saisons régulières + playoffs) place John Madden au deuxième rang de l'histoire de la NFL, juste derrière le légendaire Vince Lombardi.
Il est admis au Pro Football Hall of Fame le 5 août 2006.
Carrière de John Madden avec les Raiders d'Oakland
| Année  | Saison régulière | % de victoires | Playoffs | Classement Division |
| ------ | ---------------- | -------------- | -------- | ------------------- |
| 1969   | 12-1-1           | 92,3           | 1-1      | 1er - AFL West      |
| 1970   | 8-4-2            | 64,3           | 1-1      | 1er - AFC West      |
| 1971   | 8-4-2            | 64,3           | -        | 2e - AFC West       |
| 1972   | 10-3-1           | 75             | 0-1      | 1er - AFC West      |
| 1973   | 9-4-1            | 67,9           | 1-1      | 1er - AFC West      |
| 1974   | 12-2             | 85,7           | 1-1      | 1er - AFC West      |
| 1975   | 11-3             | 78,6           | 1-1      | 1er - AFC West      |
| 1976   | 13-1             | 92,9           | 3-0      | 1er - AFC West      |
| 1977   | 11-3             | 78,6           | 1-1      | 2e - AFC West       |
| 1978   | 9-7              | 56,3           | -        | 2e - AFC West       |
| Totaux | 103-32-7         | 75             | 9-7      |                     |

- Le pourcentage de victoires ne tient compte que de la saison régulière
- Oakland n'atteint les playoffs ni en 1971 ni en 1978

### Reconversion
A partir de 1979, John Madden travaille pour la télévision américaine et sa notoriété aux États-Unis en tant que commentateur et analyste des matchs de la NFL est presque supérieure à celle qu'il avait pu acquérir comme entraîneur. Il a constitué un célèbre duo de reporters avec Pat Summerall pour CBS d'abord, puis pour la Fox. Enfin il a suivi, sans son compère cette fois, les matchs du lundi soir pour ABC avant de rejoindre NBC en 2006. En 2009, il a annoncé sa retraite.
Prêtant son nom et sa voix, Madden est devenu une marque pour la série de jeux vidéo, Madden NFL, consacrée au football américain de Electronic Arts.
Il meurt le 28 décembre 2021 à l'âge de 85 ans.